# Dariusz Doliński
Dariusz Antoni Doliński (ur. 1959) – polski psycholog, profesor nauk humanistycznych, członek rzeczywisty Polskiej Akademii Nauk, pracownik naukowy Uniwersytetu SWPS.

## Życiorys
Ukończył studia psychologiczne na Uniwersytecie Wrocławskim. Doktoryzował się w 1988 na Uniwersytecie Warszawskim. Stopień doktora habilitowanego nauk humanistycznych w zakresie psychologii uzyskał na Wydziale Psychologii Uniwersytetu Warszawskiego w 1993 na podstawie pracy Orientacja defensywna. Tytuł profesora otrzymał w 2000. Od 2004 do 2011 pełnił funkcję dziekana Wydziału Zamiejscowego we Wrocławiu Szkoły Wyższej Psychologii Społecznej. W 2013 został członkiem korespondentem, a w 2022 członkiem rzeczywistym PAN. Jest profesorem na II Wydziale Psychologii Uniwersytetu SWPS, był też profesorem w Instytucie Psychologii PAN oraz na Wydziale Nauk Historycznych i Pedagogicznych Uniwersytetu Wrocławskiego, Wydziale Historyczno-Pedagogicznym Uniwersytetu Opolskiego i Wydziale Wychowania Fizycznego Akademii Wychowania Fizycznego we Wrocławiu.
Specjalizuje się w psychologii zachowań społecznych (mechanizmy ulegania wobec zewnętrznego nacisku i manipulacji społecznej) oraz w psychologii emocji i motywacji. Jest autorem około 200 publikacji, m.in. książek „Techniques of social influence. The psychology of gaining compliance”, „Przypisywanie moralnej odpowiedzialności”, „Orientacja defensywna”, „Strategie samoutrudniania. Rzucanie kłód pod własne nogi”, „Psychologia wpływu społecznego”, „Psychologia reklamy”.
Jest redaktorem naczelnym Polish Psychological Bulletin, autorem artykułów publikowanych m.in. w Journal of Experimental Social Psychology, Personality and Social Psychology Bulletin, European Journal of Social Psychology i Journal of Personality and Social Psychology, członkiem Komitetu Psychologii PAN oraz przewodniczącym Polskiego Stowarzyszenia Psychologii Społecznej.
Członek Rady Kuratorów Wydziału I Nauk Humanistycznych i Społecznych PAN, a także Komitetu Psychologii PAN (był też jego przewodniczącym). W 2019 został członkiem Rady Doskonałości Naukowej I kadencji.

## Wybrane publikacje
- Przypisywanie moralnej odpowiedzialności  (1992, ISBN 83-85459-02-2)
- Orientacja defensywna (1993, ISBN 83-85459-07-3)
- Psychologia reklamy (1998, ISBN 83-909346-0-4)
- Psychologia wpływu społecznego (2000, ISBN 83-7095-041-8)
- Psychologiczne mechanizmy reklamy (2003, ISBN 83-89120-66-6)
- Techniki wpływu społecznego (2005, ISBN 83-7383-151-7)
- Ukryte sensy zachowania. Rozmowy o wywieraniu wpływu i reklamie (2006, wspólnie z Bogusławą Błoch, ISBN 83-240-0730-X)
- Sto technik wpływu społecznego (2022, wspólnie z Tomaszem Grzybem, ISBN 978-83-66420-75-5)